# Натрій-іонний акумулятор

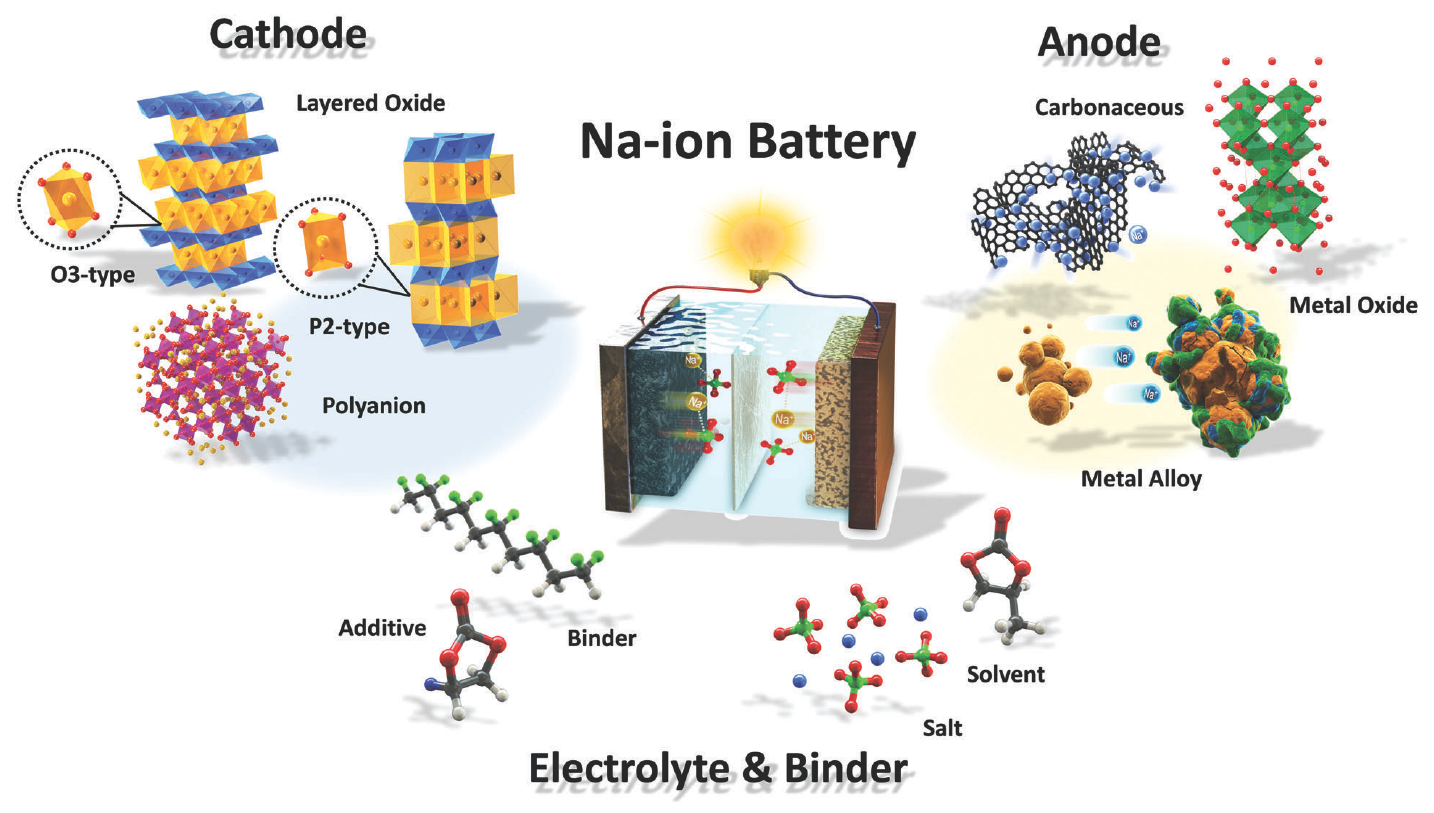
Схема натрій-йонного акумулятора

Натрій-іонний акумулятор (англ. Sodium-ion battery; скорочено NIB, SIB або Na-ion) — тип акумуляторних батарей, що використовують іони натрію (Na+) в якості носіїв заряду. У деяких випадках його принцип роботи та конструкція елементів подібні до літій-іонних акумуляторів (LIB), але він замінює літій на натрій як інтеркалюючий іон. Натрій належить до тієї ж групи періодичної таблиці, що й літій, і тому має подібні хімічні властивості. Хоча в деяких випадках (наприклад, водні Na-іонні акумулятори) вони суттєво відрізняються від літій-іонних акумуляторів.
Вартість застосовуваних в ньому матеріалів значно нижча (натрій приблизно в 100 разів дешевший від літію). Тому в найближчі роки прогнозується широке поширення таких акумуляторів замість літієвих, зокрема, в електромобілях. Великою перевагою натрій-іонних батарей є нешкідливість розряду до нуля, що робить безпечнішими їхні перевезення і зберігання[джерело?].
SIB викликали академічний і комерційний інтерес у 2010-х і на початку 2020-х років, головним чином через нерівномірний географічний розподіл, високий вплив на навколишнє середовище та високу вартість літію. Очевидною перевагою натрію є його природне поширення , особливо в солоній воді.
Електромобілі, які використовують натрій-іонні акумулятори, ще не доступні в продажу. Проте компанія CATL, найбільший у світі виробник літій-іонних батарей, у 2022 році оголосила про початок масового виробництва SIB. У лютому 2023 року китайська компанія HiNA Battery Technology Company, Ltd. вперше розмістила натрій-іонний акумулятор ємністю 140 Вт-год/кг в електричному тестовому автомобілі, а виробник накопичувачів енергії Pylontech отримав перший сертифікат натрієво-іонного акумулятора від TÜV Rheinland.

## Історія
Розробка цього типу акумулятора тривала незвично довго — з 1990-х років, а серійне виробництво розпочалось лише 2013 року (компанія Aquion Energy випустила першу Na-Ion батарею в форматі батареї 18650). Продовження досліджень швейцарськими вченими дозволило в 2017 році одержати значно більшу стабільність ємності по числу циклів заряд-розряд.
Складності в заміні літію більш дешевим натрієм виникли через різницю розмірів катіонів натрію Na+ і літію Li+: більший діаметр катіонів натрію ускладнював створення сепараторів.
В листопаді 2017 французька компанія Electrochemical Energy Storage (RS2E) анонсувала нову покращену батарею формату 18650, що мала напругу 3,5 В, ємність 90 Вт*год/кг, та понад 2000 циклів заряду-розряду без суттєвої втрати ємності, що відповідає приблизно 10 рокам експлуатації.

## Принцип дії
Елементи акумулятора складаються з катода (матеріали на основі натрію), анода (різні матеріали, в тому числі на основі вуглецю, або металів), та рідкого електроліта. Під час заряджання іони натрію рухаються від катода до анода, а електрони рухаються по зовнішньому контуру. Під час розряджання відбувається зворотний процес.

### Аноди
- вуглецеві матеріали, в тому числі графен
- арсенід вуглецю
- метали та напівметали - (P, Pb, Sn, Ge) утворюють з натрієм стійкі сплави. Але через дендритну кристалізацію анода більшість дуже швидко деградує. Добре себе показують сполуки з оловом, та фосфатами.
- металеві сплави
- деякі інші матеріали, такі як ртуть, електроактивні полімери, терефталат натрію, які не викликали комерційного інтересу.

### Катоди
- оксиди
- оксоаніони
- берлінська лазур

### Електроліт
Натрієво-іонні акумулятори можуть використовувати водні та неводні електроліти.

## Характеристики
Натрій-іонний акумулятор видає напругу 3,6 В, має ємність не менше 115 А*год/кг після 50 циклів, розрахункову повну ємність (за катодом) 400 Вт*год/кг. Ресурс акумуляторів обмежував можливість комерційного використання, але після 2015 року вдалося значно збільшити число циклів роботи, використовуючи багатошаровий оксидний катод.